# Moushaumi Robinson
Pour les articles homonymes, voir Robinson.
Moushaumi Robinson (née le 13 avril 1981 à Hattiesburg) est une athlète Américaine spécialiste du sprint.

## Carrière

### Palmarès
| Date | Compétition                    | Lieu           | Résultat | Épreuve               | Performance   |
| ---- | ------------------------------ | -------------- | -------- | --------------------- | ------------- |
| 2003 | Jeux panaméricains             | Saint-Domingue | 7e       | 400 mètres            | 52 s 96       |
| 2003 | Jeux panaméricains             | Saint-Domingue | 1re      | Relais 4 × 400 mètres | 3 min 26 s 40 |
| 2004 | Jeux olympiques d'été          | Athènes        | 1re      | Relais 4 × 400 mètres | 3 min 19 s 01 |
| 2006 | Coupe du monde des nations     | Athènes        | 2e       | Relais 4 × 400 mètres | 3 min 20 s 69 |
| 2008 | Championnats du monde en salle | Valence        | 3e       | Relais 4 × 400 mètres | 3 min 29 s 30 |

### Records
| Épreuve    | Performance | Lieu           | Date            |
| ---------- | ----------- | -------------- | --------------- |
| 100 mètres | 11 s 79     | Chapel Hill    | 16 avril 2005   |
| 200 mètres | 22 s 93     | Heusden-Zolder | 22 juillet 2006 |
| 300 mètres | 37 s 14     | Bondoufle      | 17 août 2003    |
| 400 mètres | 50 s 38     | Carson         | 25 juin 2005    |